# Campeonato de Francia de Fórmula 3
Campeonato de Francia de Fórmula 3 era una competición de Fórmula 3 organizada por la Federación de Automovilismo Deportivo de Francia. En el año 2003 el campeonato se fusionó con el Campeonato de Alemania de Fórmula 3 para crear la Fórmula 3 Euroseries.
Este campeonato ha tenido campeones que han sido pilotos de Fórmula 1 como Jean Alesi o incluso campeones del mundo de Fórmula 1 como el gran Alain Prost.

## Campeones
| Año         | Piloto                | Escudería                     | Automóvil                             |               |
| ----------- | --------------------- | ----------------------------- | ------------------------------------- | ------------- |
| 1964        | Henry Grandsire       | Automobile Alpine             | Alpine-Renault                        |               |
| 1965        | Jean-Pierre Beltoise  | Matra Sports                  | Matra-Ford                            |               |
| 1966        | Johnny Servoz-Gavin   | Matra Sports                  | Matra-Ford                            |               |
| 1967        | Henri Pescarolo       | Matra Sports                  | Matra-Ford                            |               |
| 1968        | François Cevert       | Volant Shell                  | Tecno-Ford                            |               |
| 1969        | François Mazet        | Volant Shell/Lotus Components | Tecno-Ford Lotus-Ford                 |               |
| 1970        | Jean-Pierre Jaussaud  | Volant Shell/Winfield         | Tecno-Ford Martini-Ford               |               |
| 1971        | Patrick Depailler     | Automobile Alpine             | Alpine-Renault                        |               |
| 1972        | Michel Leclère        | Automobile Alpine             | Alpine-Renault                        |               |
| 1973        | Jacques Laffite       | Oreca                         | Martini-Ford                          |               |
| 1974 - 1977 | No se disputó         | No se disputó                 | No se disputó                         | No se disputó |
| 1978        | Alain Prost           | Oreca                         | Martini-Renault                       |               |
| 1978        | Jean-Louis Schlesser  | Schlesser                     | Chevron-Toyota                        |               |
| 1979        | Alain Prost           | Oreca                         | Martini-Renault                       |               |
| 1980        | Alain Ferté           | Oreca                         | Martini-Renault                       |               |
| 1981        | Philippe Streiff      | Motul Nogaro                  | Martini-Alfa Romeo                    |               |
| 1982        | Pierre Petit          | DPR                           | Ralt-Toyota Ralt-VW                   |               |
| 1983        | Michel Ferté          | Oreca                         | Martini-Alfa Romeo                    |               |
| 1984        | Olivier Grouillard    | Oreca                         | Martini-Alfa Romeo                    |               |
| 1985        | Pierre-Henri Raphanel | Oreca                         | Martini-Alfa Romeo                    |               |
| 1986        | Yannick Dalmas        | Oreca                         | Martini-VW                            |               |
| 1987        | Jean Alesi            | Oreca                         | Martini-Alfa Romeo Dallara-Alfa Romeo |               |
| 1988        | Érik Comas            | Oreca                         | Dallara-Alfa Romeo                    |               |
| 1989        | Jean-Marc Gounon      | Oreca                         | Reynard-Alfa Romeo                    |               |
| 1990        | Éric Hélary           | Formula Project               | Reynard-Mugen Ralt-Mugen              |               |
| 1991        | Christophe Bouchut    | Graff Racing                  | Ralt-VW                               |               |
| 1992        | Franck Lagorce        | Promatecme                    | Dallara-Opel                          |               |
| 1993        | Didier Cottaz         | Formula Project               | Dallara-Fiat                          |               |
| 1994        | Jean-Philippe Belloc  | Winfield                      | Dallara-Fiat                          |               |
| 1995        | Laurent Redon         | Promatecme                    | Dallara-Fiat                          |               |
| 1996        | Soheil Ayari          | Graff Racing                  | Dallara-Opel                          |               |
| 1997        | Patrice Gay           | Graff Racing                  | Dallara-Opel                          |               |
| 1998        | David Saelens         | ASM F3                        | Dallara-Renault                       |               |
| 1999        | Sébastien Bourdais    | La Filiere                    | Martini-Opel                          |               |
| 2000        | Jonathan Cochet       | Signature                     | Dallara-Renault                       |               |
| 2001        | Ryo Fukuda            | Saulnier Racing               | Dallara-Renault                       |               |
| 2002        | Tristan Gommendy      | ASM F3                        | Dallara-Renault                       |               |

- Datos: Q947270